# 하드 록 소파
하드 록 소파(영어: Hard Rock Sofa)는 러시아의 2인조 남성 전자 음악 그룹이자, 디스크자키로 주로 러시아의 스몰렌스크를 기반으로 하여 활동하고 있다.